# Team IKO
Team IKO is een Nederlandse schaatsploeg onder leiding van de trainers Erwin en Martin ten Hove en Erik Bouwman.

## Ontstaan
Het schaatsteam werd in de zomer van 2017 opgericht als Team Ten Hove en wist vervolgens als hoofdsponsor het bedrijf IKO Insulations tot aan Peking 2022 aan zich te verbinden. Voor seizoen 2017/2018 had IKO geen officiële merkenteamlicentie zodat de sponsor alleen bij nationale wedstrijden met eigen pakken exposure had. IKO Insulations heeft in oktober 2021 het contract verlengd tot en met de Olympische Winterspelen van Milaan in 2026.

### Seizoen 2018/2019
Voor seizoen 2018/2019 werd de ploeg vernieuwd en werd onder andere drievoudig Olympisch kampioen Jorien ter Mors aangetrokken. Marije Joling, Thijs Roozen en Mark Nomden verlieten het team. Voor 2019/2020 maakte kopvrouw Leerdam de overstap naar Team Reggeborgh. Zij won in 2019 namens Team IKO nog de Nederlandse titel sprint. Letitia de Jong pakte dat jaar samen met Jutta Leerdam gezamenlijk uitkomend voor Team IKO de wereldtitel op de team sprint. Beide dames reden zowel het EK sprint, WK sprint en WK afstanden.

### Vanaf seizoen 2019/2020
In seizoen 2019/2020 werden Femke Beuling, Jan Blokhuijsen, Stef Brandsen en Lex Dijkstra aangetrokken. Letitia de Jong werd dat jaar Nederlands kampioen sprint en pakte wederom de wereldtitel op de team sprint. Jan Blokhuijsen pakte de Nederlandse titel allround. Voor Jorien ter Mors stond het seizoen in het teken van terugkomen na haar knie-operatie. Ze won op het Wereldbekerkwalificatietoernooi schaatsen 2019/2020 de 500, 1000 en 1500 en plaatste zich later dat seizoen voor het WK sprint. Letitia de Jong reed zowel het EK afstanden, WK afstanden en WK sprint. Jan Blokhuijsen nam deel aan het WK allround.
Voor het OKT eind december 2021 wist geen enkele Nederlandse schaatser zich te plaatsen voor de Olympische Winterspelen in Peking. Titelverdedigers Visser kwam op de 5000 meter tot de 9e tijd in 7.13,39 en Ter Mors op de 1000 meter tot de 5e tijd in 1.15,08. Bart Swings (België) en Marten Liiv (Estland) gingen daarentegen wel naar de Spelen. In aanloop naar seizoen 2022/2023 werd de ploeg vernieuwd en werd Erik Bouwman aangetrokken als derde coach. De ploeg heeft daarbij de trainingsmethoden van Nils van der Poel toegepast voor een andere insteek bij het samenstellen ervan.
Vanaf december 2023 komt IKO met een 12-delige podcastserie waarin wekelijks aan de hand van een thema kwesties worden behandeld.

## Ploeg 2023-2024

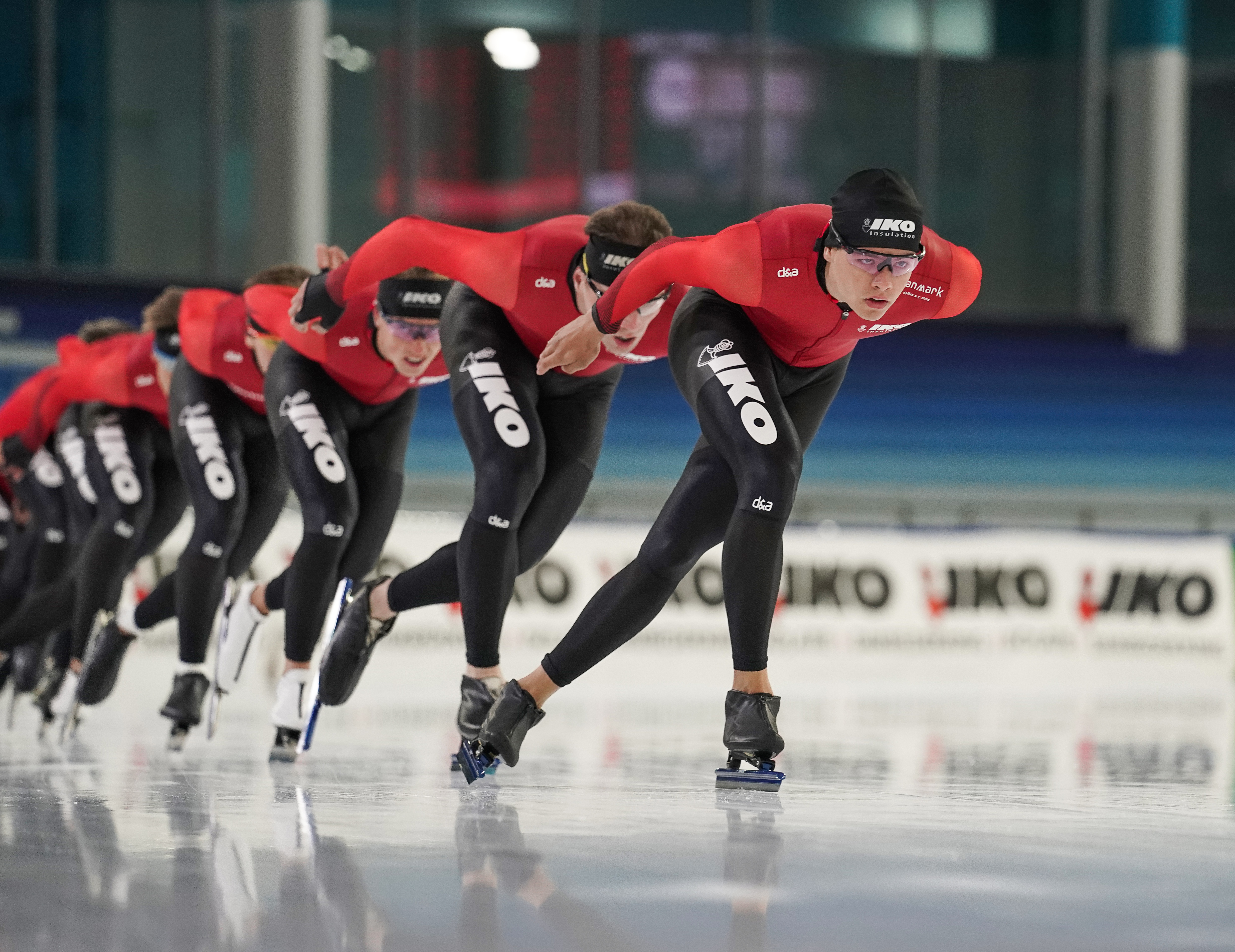
Team IKO (2020)

De ploeg bestaat uit deze rijd(st)ers:
| Vrouwen         | Vrouwen                | Mannen            | Mannen                       |
| Naam            | Specialisatie          | Naam              | Specialisatie                |
| --------------- | ---------------------- | ----------------- | ---------------------------- |
| Joy Beune       | 1000, 1500, 3000 meter | Sebas Diniz       |                              |
| Robin Groot     | 1000, 1500 meter       | Gijs Esders       |                              |
| Jade Groenewoud | 1500, 3000, 5000 meter | Stijn van de Bunt | allround                     |
| Pien Hersman    | 500, 1000 meter        | Kayo Vos          |                              |
| Esmee Visser    | 3000, 5000 meter       | Zeno de Ponti     |                              |
|                 |                        | Jesse Speijers    | 5000 meter                   |
|                 |                        | Armand Broos      |                              |
|                 |                        | Marten Liiv       | 500, 1000, 1500 meter        |
|                 |                        | Bart Swings       | 1500, 5000 meter, massastart |